# Fame – Hírnév
A Fame – Hírnév (eredeti cím: Fame) 2009-es amerikai zenés filmdráma, melynek rendezője Kevin Tancharoen, forgatókönyvírója Allison Burnett. A film az 1980-as ugyanilyen című filmen alapul. A főszerepet Debbie Allen, Charles S. Dutton, Kelsey Grammer, Megan Mullally és Bebe Neuwirth alakítja.
Az Amerikai Egyesült Államokban 2009. szeptember 25-én jelent meg, Magyarországon 2009. december 10-én mutatták be a Fórum Hungary forgalmazásában. Debbie Allen az egyetlen színész, aki az eredeti filmben is szerepel.

## Rövid történet
Hat fiatal diák az elit New York Academy of Performing Arts nevű iskolában szeretne tanulni, ezért mindent elkövetnek, hogy bebizonyítsák, érdemesek arra, hogy ott tanuljanak.

## Szereplők
Diákok
- Collins Pennie: Malik Washburn
- Kay Panabaker: Jenny Garrison
- Asher Book: Marco Ramonte
- Paul Iacono: Neil Baczynsky
- Naturi Naughton: Denise Dupree
- Anna Maria Pérez de Tagle: Joy Moy
- Paul McGill: Kevin Barrett
- Kherington Payne: Alice Ellerton
- Walter Perez: Victor Tavares
- Kristy Flores: Rosie Martinez

Tanárok és munkatársak
- Debbie Allen: Angela Simms igazgatónő
- Charles S. Dutton: Mr. Alvin Dowd
- Bebe Neuwirth: Ms. Lynn Kraft
- Megan Mullally: Ms. Fran Rowan
- Kelsey Grammer: Mr. Joel Cranston

További szereplők
- Cody Longo: Andy Matthews
- Dale Godboldo: ügyvezető
- Michael Hyatt: Mrs. Washburn
- James Read és Laura Johnson: Mr. és Mrs. Ellerton
- Julius Tennon és April Grace: Mr. és Mrs. Dupree
- Howard Gutman: Mr. Baczynsky
- Ryan Surratt: Eddie
- Marcus Hopson: Face
- Johanna Braddy: Katie

## Fogadtatás
A film összességében negatív kritikákat kapott. Roger Ebert két csillagot adott a filmre a négyből. A Metacritic oldalán 39%-ot ért el és 4.5 pontot szerzett a tízből. A Rotten Tomatoes honlapján 24%-ot ért el 121 kritika alapján, és 4.4 pontot szerzett a tízből. Az At the Movies című műsorban Michael Phillips pozitívan értékelte ("nézd meg"), míg A.O. Scott negatívan ("ugord át").